# 杨鹏 (明朝宦官)
杨鹏（？年—？年），成化时期的东厂提督太监，弘治时期的司礼监秉笔太监。

## 生平
成化年间，任光禄寺提督太监。
成化二十三年（1487年），代替罗祥，担任东厂提督太监。
弘治十年（1497年），任司礼监秉笔太监。
| 前任： 罗祥 | 东厂提督太监 1487年—1497年 | 繼任： 郑旺 |